# Gülşah Alkoçlar
Gülşah Alkoçlar (* 24. April 1969 in Istanbul als Gülşah Soydan) ist eine türkische Schauspielerin.

## Leben und Karriere
Alkoçlar wurde am 24. April 1969 in Istanbul geboren. Sie ist die Tochter der Schauspielerin Hülya Koçyiğit und des Fußballspielers Selim Soydan geboren. Ihr Debüt gab sie 1975 in dem Film Gülşah. Danach war sie 1976 in Gülşah Küçük Anne zu sehen. Anschließend bekam sie 1977 in İbo ile Güllüşah die Hauptrolle. 1986 wurde Alkoçlar für den Film Gülçiçek gecastet. 
Im selben Jahr spielte sie in Kader mit. Seit 1988 ist sie mit Ender Alkoçlar verheiratet. Unter anderem setzte sie 1989 ihre Karriere in Arkadaş fort. Zudem bekam Alkoçlar 1995 in der Serie Süper Yıldız eine Nebenrolle.

## Filmografie
Filme
- 1975: Gülşah
- 1976: Gülşah Küçük Anne
- 1977: İbo ile Güllüşah
- 1986: Gülçiçek
- 1986: Kader
- 1989: Arkadaş

Serien
- 1995: Süper Yıldız